# Bruno Soriano
Bruno Soriano Llido (* 12. června 1984, Artana, Španělsko) je španělský fotbalový záložník a reprezentant, hráč klubu Villarreal CF.

## Klubová kariéra
V ročníku 2010/11 odehrál ve španělské La Lize 37 utkání a vynechal jediné. Villarreal se umístil čtvrtý a zajistil si návrat do Ligy mistrů UEFA.
Jedno utkání vynechal i v další ligové sezóně, Villarreal ale sestoupil. Po jednom roce v Segunda División se ale „Žluté ponorce“ podařilo vrátit se mezi elitu.
Kvůli zranění kolena Soriano nezasáhl do sezón 2017/18 a 2018/19 a vrátil se až závěrem sezóny 2019/20. Během domácího klání se Sevillou 22. června 2020 (remíza 2:2) byl trenérem vyslán jako střídající hráč na poslední minuty a soutěžní utkání si tedy zahrál po 1118 dnech.

## Reprezentační kariéra
V A-mužstvu Španělska debutoval 11. 8. 2010 v přátelském utkání proti reprezentaci Mexika (remíza 1:1).
Trenér Vicente del Bosque jej nominoval na EURO 2016 ve Francii, kde byli Španělé vyřazeni v osmifinále Itálií po porážce 0:2. Bruno Soriano nastoupil ve dvou zápasech svého mužstva na šampionátu – v základní skupině D proti Turecku (výhra 3:0) a Chorvatsku (prohra 1:2).